# Projeto para o Novo Século Americano
O Projeto para o Novo Século Americano (em inglês, Project for the New American Century, PNAC) é um think tank neoconservador americano,  estabelecido em Washington D.C. e ativo entre  1997 e 2006. Foi fundado  como uma organização sem fins lucrativos no início de 1997, por William Kristol e Robert Kagan, com o objetivo declarado de promover  a liderança mundial dos Estados Unidos. O PNAC tinha como princípio fundamental a ideia de que "a liderança americana é, ao mesmo tempo, boa para a América e para o mundo",  apoiando  "a política reaganiana de poderio militar e de transparência moral". A organização exerceu  uma forte influência sobre os altos escalões do governo dos Estados Unidos durante os mandatos do presidente George W. Bush no que se refere ao desenvolvimento militar e da política externa, particularmente com referência à segurança nacional e à guerra do Iraque.
Das 25 pessoas que assinaram a ata de fundação do PNAC, dez fizeram parte da administração  George W. Bush, incluindo Dick Cheney, Donald Rumsfeld e Paul Wolfowitz. Observadores como Irwin Stelzer e Dave Grondin sugerem que o PNAC desempenhou um papel-chave na definição da política externa da administração  Bush, angariando apoios para a guerra do Iraque. Por outro lado, acadêmicos, como Inderjeet Parmar, Phillip Hammond e Donald E. Abelson consideram que a influência do PNAC na administração George W. Bush tem sido exagerada.
O PNAC  encerrou suas atividades em 2006; Foi substituído por um novo think-tank - a  Foreign Policy Initiative-  também fundado por Kristol e Kagan, em 2009.
O PNAC é uma organização polêmica. Muitos afirmam que o projeto propõe a dominação militar e econômica global, incluindo o ciberespaço, por parte dos Estados Unidos, assim como a intervenção dos EUA nos problemas mundiais.
O nome PNAC remete à expressão "Século Americano", que traduz a hegemonia política, econômica e cultural dos Estados Unidos ao longo do século XX,  e projeta a manutenção dessa hegemonia durante o século XXI. Alguns especialistas concluem que a Guerra do Iraque de 2003, denominada "Operação Liberdade Iraque",  é o primeiro grande passo para a consecução desses objetivos. Os atentados terroristas de 11 de setembro também teriam sido um ação executada por esta organização, fazendo parte desse plano, jogando o mundo contra os "terroristas" para assim poder atacar o Iraque sem enfrentar grande oposição interna, nos EUA, ou da comunidade internacional.[carece de fontes?]